# Broomfield (Colorado)
Pour les articles homonymes, voir Broomfield.
Broomfield est une municipalité et un comté de l'État du Colorado aux États-Unis. Il constitue une partie de la Zone métropolitaine Denver-Aurora.

## Géographie
La municipalité s'étend sur 33,60 milles carrés (87,02 km2), dont 33,03 milles carrés (85,55 km2) de terres.
Broomfield possède un aéroport (Jeffco Airport, code AITA : BJC).

## Histoire
En 1998, les électeurs de Broomfield votent pour que la municipalité devienne le 64e comté du Colorado. Auparavant située sur les comtés d'Adams, Comté de Boulder, Jefferson et Weld, Broomfield devient une ville-comté le 15 novembre 2001. Seule la capitale de l'État, Denver, possède également ce statut particulier.
La ville doit son nom aux champs de sorgo commun (broom corn fields en anglais) qui occupent la région.

## Démographie
La population de Broomfield est estimée à 66 529 habitants au 1er juillet 2016.
Le revenu par habitant était en moyenne de 41 698 dollars par an entre 2012 et 2016, au-dessus de la moyenne du Colorado (33 230 dollars) et de la moyenne nationale (29 829 dollars). Sur cette même période, 5,9 % des habitants de Broomfield vivaient sous le seuil de pauvreté (contre 11,0 % dans l'État et 12,7 % à l'échelle des États-Unis).
Selon l'American Community Survey, pour la période 2011-2015, 86,28 % de la population âgée de plus de 5 ans déclare parler l'anglais à la maison, 5,88 % déclare parler l'espagnol, 0,94 % une langue chinoise, 0,75 % une langue hmong, 0,63 % l'allemand, 0,61 % le français et 4,51 % une autre langue.
| Groupe                 | Broomfield | Colorado | États-Unis |
| ---------------------- | ---------- | -------- | ---------- |
| Blancs                 | 86,1       | 81,3     | 72,4       |
| Asiatiques             | 6,1        | 2,8      | 4,8        |
| Autres                 | 3,4        | 7,4      | 6,4        |
| Métis                  | 2,8        | 3,4      | 2,9        |
| Afro-Américains        | 1,1        | 4,0      | 12,6       |
| Amérindiens            | 0,6        | 1,1      | 0,9        |
| Total                  | 100        | 100      | 100        |
|                        |            |          |            |
| Hispaniques et Latinos | 11,1       | 20,6     | 16,7       |

| 1960  | 1970  | 1980   | 1990   | 2000   | 2010   |
| ----- | ----- | ------ | ------ | ------ | ------ |
| 4 535 | 7 261 | 20 730 | 24 638 | 38 272 | 55 889 |